# Vox candida
Vox candida är en orgelstämma av typen principalstämmor som är 8´. Den tillhör kategorin labialstämmor. Vox candida är en flöjtliknande principal i början av 1800-talets svenska orgelbyggeri. Labierna på stämman är ibland inverterade.